# إسلبورغ
ايزلبورغ (بالألمانية: Isselburg) هي بلدة ألمانية تقع في ألمانيا في بوركن.  يقدر عدد سكانها بـ 11,277 نسمة .